# Nir Moshe
Nir Moshe (in ebraico נִיר מֹשֶׁה‎?, letteralmente "il prato di Moshe") è un moshav nell'Israele meridionale che si trova ad un'altitudine di 145 metri sul livello del mare. Situato nel nord-ovest del Negev a sud-est di Sderot, la sua superficie è di 2.000 dunum. Rientra sotto la giurisdizione del consiglio regionale di Merhavim. Nel 2019, aveva una popolazione di 592 abitanti.

## Storia
Il moshav fu fondato nel 1953 da ex abitanti delle città di Gerusalemme, Haifa e Herzliya, ed è stato inizialmente chiamato Shoval Mizrachi 1, prima di assumere il nome attuale in onore di Moshe Smiliansky, un autore e agronomo.